# 1524 w polityce
Wydarzenia polityczne w 1524 roku.

## Zmarli
- 24 grudnia Vasco da Gama, portugalski żeglarz, jeden z najważniejszych odkrywców[1].